# 津久見郵便局
津久見郵便局（つくみゆうびんきょく）は、大分県津久見市にある郵便局。民営化前の分類では集配普通郵便局であった。

## 概要
民営化直前の集配業務再編において、多くの集配普通郵便局は統括センターとなったが、当局は配達センターとされたため、民営化後も郵便事業株式会社の支店は併設されず、集配センターが併設された。

## 沿革
- 2007年（平成19年）
  - 2月19日 - 保戸島郵便局より集配業務を移管。
  - 10月1日 - 民営化に伴い、併設された郵便事業佐伯支店津久見集配センターに一部業務を移管。
- 2012年（平成24年）10月1日 - 日本郵便株式会社発足に伴い、郵便事業佐伯支店津久見集配センターを津久見郵便局に統合。
- 2016年（平成28年）2月8日 - 上浦郵便局より集配業務を移管[1]。

## 取扱内容
- 郵便、印紙、ゆうパック、内容証明
- 貯金、為替、振替、振込、国際送金、国債、投資信託
- 生命保険、バイク自賠責保険、自動車保険、がん保険
- ゆうちょ銀行ATM
- 津久見市内の全域および佐伯市内の一部地域の集配業務

## 周辺
- マルショク津久見店
- 国道217号

## アクセス
- JR日豊本線 津久見駅から北東へ約260m（徒歩約3分）
- 駐車場あり：9台